# 汪多志
汪多志（1928年—），字宋超，安東鳳城刘家河北汤村李子沟人，中华民国陆军将领。

## 生平
中華民國陸軍官校第22期步科畢業。曾任陸軍第10軍團司令。1987年，任陆军副总司令；1989年任三军大學校长，晉升二級上將。1992年5月至1993年10月，担任中华民国国防部副部长。1996年，退任国防部顾问。
1. ↑  . 台灣新生報. 1993-01-29  [2019-04-18]. （原始内容存档于2019-05-08）.
2. ↑  戎撫天. . 遠見雜誌. 1991-07-15  [2019-04-18]. （原始内容存档于2019-05-07）.
3. ↑  . 北京：九州出版社. 2005.07: 86. ISBN 7-80195-123-9.
4. ↑  禚从田主编. . 丹东市档案馆. 1998.08: 139.

| 前任： 莊銘耀 | 中華民國國防部副部長 1992年5月1日－1993年10月15日 | 繼任： 顧崇廉 |